# ANP32E
El miembro E de la familia de la fosfoproteína 32 nuclear ácida rica en leucina es una proteína que en los humanos está codificada por el gen ANP32E. El gen ANP32E se encuentra en el cromosoma 1q22. En células de mamíferos, se ha demostrado que ANP32E es un H2A. Acompañante Z capaz de promover la eliminación de H2A. Z de la cromatina. En el tejido cerebral, ANP32E junto con Cpd1 regulan la actividad de la proteína fosfatasa 2A en las sinapsis durante la sinaptogénesis  y se ha observado que forma un complejo con ANP32A y SET que estabiliza los ARNm de vida corta que contienen elementos ricos en AU, además de tener propiedades inhibidoras de la acetiltransferasa. actividad (en un complejo con SET) y tiene un papel en la remodelación de la cromatina y la regulación transcripcional.

## Otras lecturas
- Matilla A, Radrizzani M (2005). «The Anp32 family of proteins containing leucine-rich repeats». Cerebellum 4 (1): 7-18. PMID 15895553. S2CID 39153579. doi:10.1080/14734220410019020.
- Maruyama K, Sugano S (1994). «Oligo-capping: a simple method to replace the cap structure of eukaryotic mRNAs with oligoribonucleotides». Gene 138 (1–2): 171-4. PMID 8125298. doi:10.1016/0378-1119(94)90802-8.
- Hartley JL, Temple GF, Brasch MA (2001). «DNA cloning using in vitro site-specific recombination». Genome Res. 10 (11): 1788-95. PMC 310948. PMID 11076863. doi:10.1101/gr.143000.
- Andersen JS, Lam YW, Leung AK, Ong SE, Lyon CE, Lamond AI, Mann M (2005). «Nucleolar proteome dynamics». Nature 433 (7021): 77-83. Bibcode:2005Natur.433...77A. PMID 15635413. S2CID 4344740. doi:10.1038/nature03207.
- Radrizzani, M.; Vilá-Ortiz, G.; Cafferata, E. G.; Di Tella, M. C.; González-Guerrico, A.; Perandones, C.; Pivetta, O. H.; Carminatti, H.; Idoyaga Vargas, V. P.; Santa-Coloma, T. A. (2001). «Differential expression of CPD1 during postnatal development in the mouse cerebellum». Brain Research 907 (1–2): 162-174. PMID 11430900. S2CID 29698240. doi:10.1016/s0006-8993(01)02351-4.
- Radrizzani, M.; Brocardo, M. G.; Gonzalez Solveyra, C.; Bianchini, M.; Reyes, G. B.; Cafferata, E. G.; Vilá Ortiz, G.; Santa-Coloma, T. A. (2000). «Development of monoclonal oligobodies and chemically synthesized oligobodies». Medicina 60 (Suppl 2): 55-60. PMID 11188933.

- Datos: Q18047058